# Franz Anton Nick
Franz Anton Nick (* 14. Juli 1780 in Winnweiler; † 31. Mai 1832 in Ulm) war ein deutscher Arzt.

## Leben
Franz Anton Nick war der Sohn eines Beamten in der zu Vorderösterreich gehörenden Grafschaft Falkenstein. Aufgewachsen in seinem Geburtsort Winnweiler, besuchte er ab dem 14. Lebensjahr die Schule in Fulda und studierte ab 1798 in Freiburg im Breisgau zunächst Philosophie, später dann Medizin. 1805 wurde er dort zum Doktor der Arzneikunde promoviert.
Anschließend betätigte er sich bis 1807 als Leibarzt einer Prinzessin Rohan und als Leibarzt des K.k. österreichischen Feldmarschalls Herzog Ferdinand Friedrich August von Württemberg, den er auf einer Reise nach Polen und Preußen begleitete (im Anschluss mehrmonatiger Aufenthalt in Berlin). Von 1807 bis 1818 praktizierte er als Arzt in Stuttgart, 1818 übernahm er eine Stelle als Hospital- und Armenarzt in Ulm. Gleichzeitig wurde er von dem in Ulm lebenden Herzog Heinrich Friedrich Karl von Württemberg zum Leibarzt ernannt.
Insbesondere während seiner Zeit in Stuttgart experimentierte Nick mit den Methoden des von Franz Anton Mesmer begründeten tierischen Magnetismus und publizierte diese in dem von den Professoren von Eschenmayer, Kieser und Nasse herausgegebenem Archiv für den Thierischen Magnetismus. Für großes Aufsehen sorgte seine Behandlung eines Stuttgarter Dienstmädchens namens Katharina Krämer, insbesondere auch deshalb, weil diese von zahlreichen hochrangigen Persönlichkeiten als Zeuge begleitet wurde.
Die Beschreibung des Falls der Katharina Krämer durch Nick wird in der Literatur als charakteristisch und „für die Geschichte des okkultistischen Magnetismus in Deutschland von paradigmenbildender Bedeutung“ eingeschätzt. Sie liefert auch ein Interpretationsmuster für die Anlage von Justinus Kerners wirkungsmächtiger Schrift Die Seherin von Prevorst.

## Schriften
- Darstellung der sehr merkwürdigen durch den thierischen Magnetismus veranlassten Geschichte der C. Krämerin in Stuttgart. Aus dem Archiv für den thierischen Magnetismus besonders abgedruckt. Leipzig (F.A. Brockhaus) 1818. OCLC 45987987
- Durch animalischen Magnetismus geschwind geheilte Krämpfe, in: E. A. Eschenmayer, D. G. Kiefer, Fr. Nasse (Hrsg.), Archiv für den thierischen Magnetismus, Altenburg und Leipzig 1817, Zweiter Band, Erstes Stück, S. 52 ff.
- Nervenleiden durch thierischen Magnetismus geheilt, in: E. A. Eschenmayer, D. G. Kiefer, Fr. Nasse (Hrsg.), Archiv für den thierischen Magnetismus, Altenburg und Leipzig 1817, Vierter Band, Erstes Stück, S. 92 ff.